# Knochenhechte
Die Knochenhechte (Lepisosteidae, von altgriechisch λεπίς lepís, deutsch ‚Schuppe‘ und ὀστέον ostéon, deutsch ‚Knochen‘), auch Kaimanfische oder Alligatorfische genannt, sind eine Familie von Knochenfischen, die mit zwei Gattungen und sieben Arten in Nord- und Mittelamerika vom südlichen Québec (Kanada) bis Costa Rica, Panama und Kuba vorkommen. Es sind große bis sehr große Raubfische, die in ihrer Lebensweise dem nicht mit ihnen verwandten Hecht ähneln. Der amerikanischen Bezeichnung gar entspricht das germanische Wort Ger ‚Speer‘.

## Verbreitung
Knochenhechte leben ausschließlich in Nord- und Mittelamerika. Sie kommen in den Flüssen östlich der Appalachen, in Florida, im Einzugsgebiet des Mississippi und im Rio Grande, in den Großen Seen mit Ausnahme des Oberen Sees und im Sankt-Lorenz-Strom, außerdem auf Kuba, der Isla de la Juventud und Mittelamerika vor. Ausgewachsene Exemplare halten sich häufig im Brackwasser der Flussmündungen auf, die größten Arten, der Alligatorhecht und der Kubanische Knochenhecht, gehen, sehr selten, auch ins Meer.

## Merkmale

### Körper

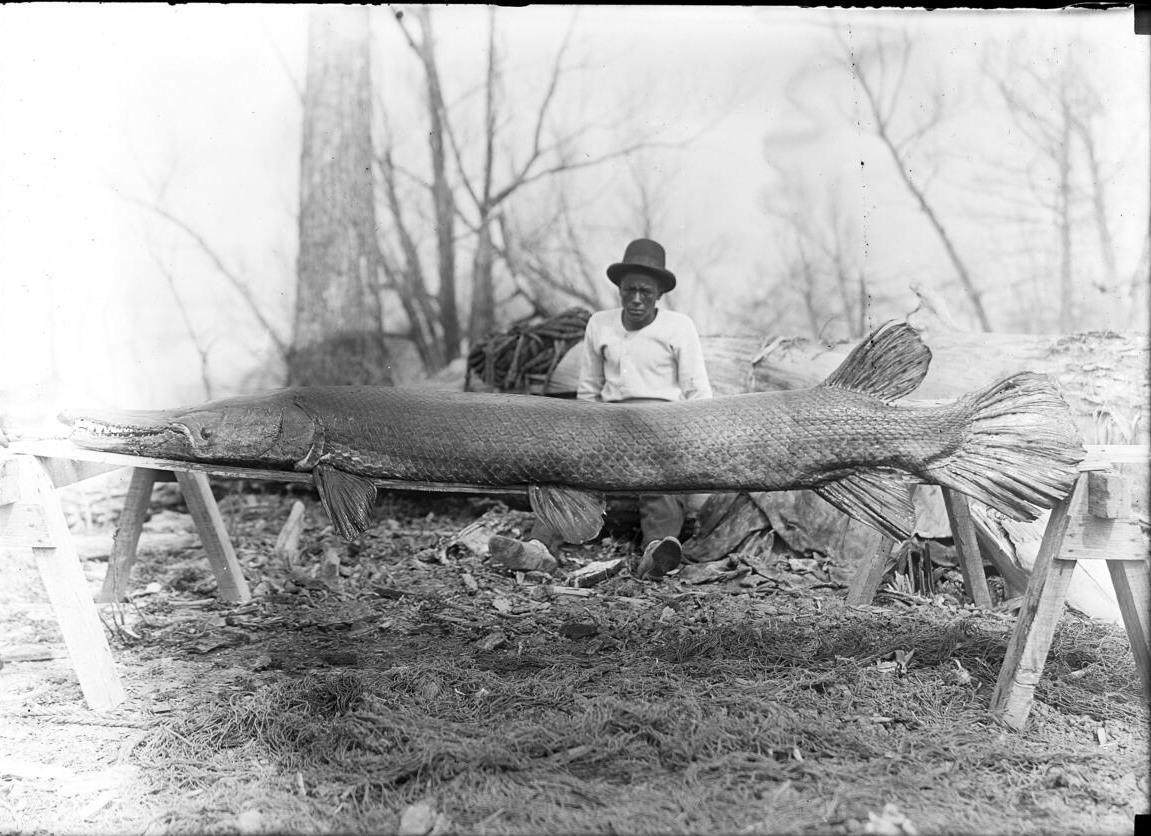
Die historische Aufnahme von 1910 zeigt einen im Moon Lake am Mississippi gefangenen sehr großen Alligatorhecht

Knochenhechte werden, je nach Art, 88 Zentimeter bis 3,05 Meter lang. Ihr Körper ist zylinderförmig, langgestreckt und im Querschnitt rund. Ähnlich wie bei den Flösselhechten ist der Körper der Knochenhechte von einem geschlossenen, aus kräftigen, nicht-überlappenden und schräg stehenden Ganoidschuppenreihen bestehenden Panzer umgeben. Die Schuppen sind rhombisch, meist gelenkig miteinander verbunden und ohne Dentinschicht.
Alle Flossen tragen nur Weichstrahlen. Die Brust- und Bauchflossen sitzen tief am Körper, die Rücken- und Afterflosse stehen symmetrisch einander gegenüber und sind weit nach hinten verlagert, um zusammen mit der Schwanzflosse als Antriebsorgan beim Beutefang nach Art eines Stoßräubers zu dienen. Die Schwanzflosse ist äußerlich fast symmetrisch, innen aber deutlich asymmetrisch und heterocerk aufgebaut. Auch an einer plötzlichen Orientierungsänderung der Schuppen auf dem Schwanzflossenstiel, dem sogenannten Chondrosteer-Scharnier, ist die Asymmetrie der Schwanzflosse beim genauen Hinschauen zu erkennen. Die Seitenlinie wird von 50 bis 65 Schuppen begleitet. Alle vorn liegenden Flossenkanten sind durch spezielle, Saumfulcren genannte Schuppen verstärkt.
Die Wirbel sind zylindrisch und opisthocoel, das heißt, die Vorderseite ist konvex, die Hinterseite konkav. Diese Wirbelform entstand durch Verknöcherung und Fusion eines linsenförmigen Chordateils mit amphicoelen Wirbeln (Wirbel mit zwei konkaven Seiten.) Knochenhechte sind die einzigen Fische, deren Wirbel so miteinander (und mit dem Hinterhaupt) gelenken. Der oft in der Kladistik für das Taxon gebrauchte alte Name Ginglymodi bezieht sich auf diese gelenkig verbundenen Wirbelkörper. Die Bauchrippen der Jungfische umfassen die Leibeshöhle, bei Erwachsenen sind sie zum Rücken hin verlagert und die freien Enden biegen erst dicht unter der Haut zum Bauch hin um. Das Schwanzskelett zeigt noch nicht die Regelmäßigkeit der Echten Knochenfische (Teleostei), sondern ist von hoher innerartlicher Variabilität.

### Kopf

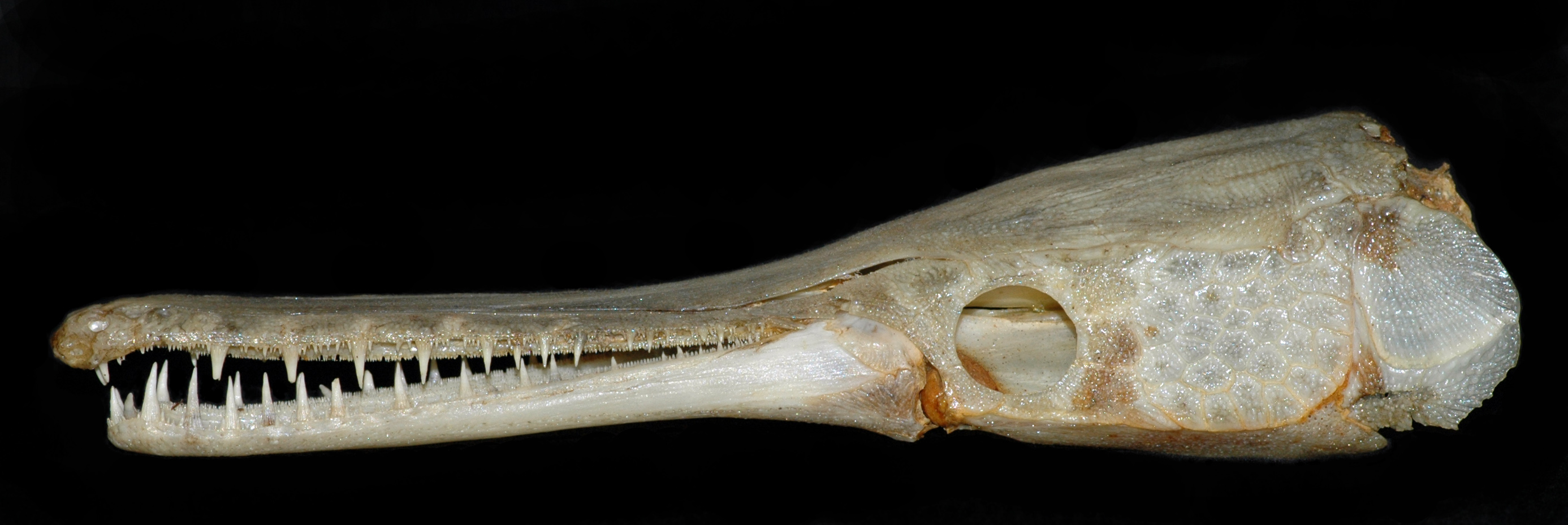
Schädel eines Florida-Knochenhechts, hinter der Augenhöhle ist die fragmentierte Wangenregion zu sehen, dahinter befindet sich der Kiemendeckel.

Die Kiefer sind lang ausgezogen und können bis zu 80 % der Kopflänge ausmachen. Bei den kleineren Arten und Jungfischen sind die Kiefer pinzettartig und das mit zahlreichen spitzen, nadelartigen Fangzähnen besetzte Maul erinnert an ein Gavialmaul. Sehr großwüchsige Arten haben im Alter auch eine krokodilartig breite Schnauze. Die beiden Gattungen unterscheiden sich unter anderem in der Anzahl der Reihen von großen Fangzähnen im Oberkiefer: Atractosteus hat zwei Reihen je Kieferseite, Lepisosteus nur eine. Die Fangzahnreihen werden außen von einer weiteren Reihe sehr dicht stehender, kleiner Zähne gesäumt. Im Unterkiefer ist stets nur eine Fangzahnreihe vorhanden. Die Fangzähne haben eine geriffelte Basis und zeigen im Querschnitt eine Faltenstruktur, die durch Einfaltung des Dentins entsteht. Im Oberkiefer werden die Zähne von einer Knochenplattenreihe getragen, die von zahlreichen als Infraorbitalia oder Lacrimalia bezeichneten Einzelknochen gebildet wird, die nur schwer zu homologisieren (in Übereinstimmung mit den Kieferknochen anderer Fische zu bringen) sind. Das Maxillare ist klein, bogenförmig, in den meisten Fällen unbezahnt und befindet sich unbeweglich nah am Kiefergelenk. Supramaxillaria fehlen. Das Schnauzendach wird hauptsächlich von Fortsätzen der Prämaxillaren gebildet. Der Unterkiefer wird vor allem durch ein gestrecktes Dentale und einem Coronoidfortsatz gebildet. Das Kiefergelenk, an dem Articulare und Retroarticulare beteiligt sind, befindet sich vor den Augen, die Nasenöffnungen am Ende der Schnauze. Die Zunge besitzt ein Skelett aus einer Bindegewebsplatte und einer paarigen Reihe von miteinander artikulierenden Knochenplatten. Die Wangenregion ist mit fragmentierten Knochenplatten bedeckt. Der Kiemendeckel weist kein Interoperculum auf. Je Kopfseite sind zwei oder mehr Supratemporalknochen vorhanden. Das Pflugscharbein (Vomer) ist paarig. Die Kiemenbögen tragen einfache Zahnplatten und bezahnte Kiemenreusendornen, die bei den Atractosteus-Arten abgeflacht, bei Lepisosteus-Arten klein und birnenförmig sind. Auf der Innenseite des Kiemendeckels befindet sich eine Kiemendeckelkieme. Die Knochenhechte sind die einzigen Neuflosser, bei denen die Erwachsenen noch diese Kieme besitzen. Andererseits haben die Larven noch ein paariges Spritzloch, das sich aber bald verschließt. Die Unterseite der Kiemenregion wird von drei Branchiostegalstrahlen geschützt. Gularplatten, wie bei den Flösselhechten oder dem Kahlhecht, fehlen wegen der Enge der „Kehl“-Region.

### Innere Organe
Am muskulären Übergang vom Herzen zur Aorta sind mehrere Klappenreihen ausgebildet. Der hintere Darm verfügt über eine langgezogene, undeutliche Spiralfalte. Die paarigen Ovarien der Weibchen liegen hintereinander in der Leibeshöhle, die rechte vor der Bauchflosse, die linke hinter dieser. Die Schwimmblase ist sehr groß, reich gekammert, gut mit Gefäßen versorgt und dient auch der Luftatmung. Sie ist an paarigen Pulmonalarterien angeschlossen, die vom hinteren Kiemenbogen ausgehen.

## Lebensweise
Knochenhechte halten sich während des Sommers bevorzugt in flachem Wasser mit dichtem Bewuchs auf, wo sie häufig an die Oberfläche kommen, um, häufig mit weit emporgestreckten Kiefern, Luft aufzunehmen. Die gut mit Blutgefäßen versorgte Schwimmblase ermöglicht ihnen eine die Kiemen unterstützende Hilfsatmung. Alle Knochenhechte sind Lauerjäger, die nur selten schnelle Bewegungen ausführen. In Süßgewässern lebende Knochenhechte ernähren sich fast ausschließlich von kleinen Fischen, die sehr groß werdenden Arten können jedoch auch Wassergeflügel erbeuten. Im Brackwasser kommen Garnelen zum Nahrungsspektrum hinzu. Ähnlich wie die in Europa heimischen Hechte jagen sie ihre Beute nicht aktiv, sondern lauern versteckt, um plötzlich zuzustoßen. Nach dem Zuschnappen wird die Beute schluckgerecht gedreht. Große Knochenhechte zerstören Fischernetze beim Versuch, an den Inhalt heranzukommen. Die in der gemäßigten Klimazone lebenden Knochenhechte überwintern bodennah.

## Fortpflanzung
Die Fortpflanzung findet ausschließlich in Süßgewässern statt. Die in der gemäßigten Klimazone etwa auf der Höhe von New York City lebenden Knochenhechte laichen von Mitte Mai bis Mitte Juni in flachem, vegetationsreichen Wasser mit geringer Strömung. Ein großes Weibchen laicht mit mehreren kleineren Männchen. Die Eier sind grün, giftig, sehr klebrig und bleiben an Wasserpflanzen oder am Bodengrund haften. Die schlüpfenden Dottersacklarven hängen, bis der Dottersack aufgezehrt ist, mit Hilfe ihres Stirn-Klebeorgans an der Vegetation. Die zunächst kurzschnäuzigen Larven haben eine filamentartige Verlängerung der Schwanzflosse. (Dieses Merkmal findet sich öfter bei Fischen, etwa bei einigen Stören – sie dient dem Schutz vor Fressfeinden, die sich von hinten nähern.) Sie sind schnellwüchsig und zeigen bald die typischen langen Kiefer.

## Äußere Systematik

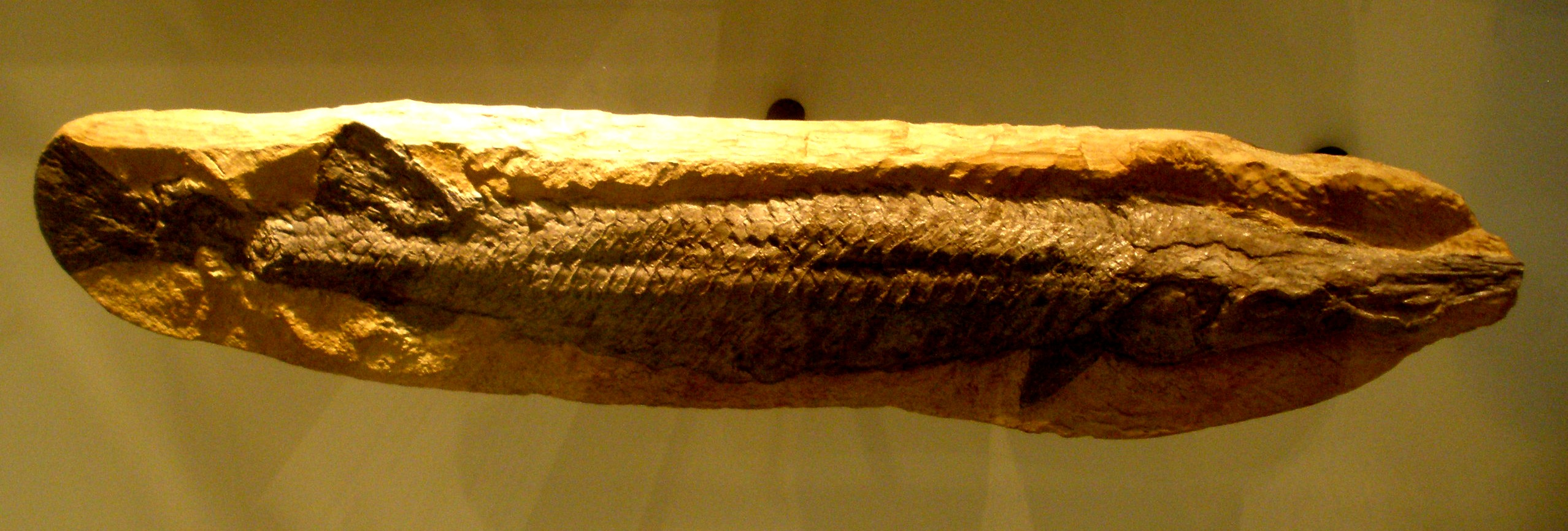
Obaichthys decoratus ein Vertreter der Lepisosteiformes aus der späten Unterkreide von Brasilien.

Die Knochenhechte werden gemeinhin als an der Basis der moderneren Strahlenflosser (Neopterygii) stehend betrachtet. Dort werden sie meist zusammen mit engeren fossilen Verwandten in eine eigene übergeordnete Gruppe, die Knochenhechtartigen (Lepisosteiformes) gestellt. Zur genauenen Stellung der Knochenhechtartigen unter den basalen Neopterygiern existieren jedoch zwei konkurrierende Hypothesen. Die eine stellt sie zusammen mit dem Kahlhecht (Amia calva) und dessen ausgestorbenen Verwandten in die Gruppe der Knochenganoiden (Holostei). Die andere besagt, dass der Kahlhecht näher mit den Echten Knochenfischen (Teleostei) verwandt ist als mit den Knochenhechten (Halecostomi-Hypothese). Die Knochenhechtartigen bildeten demnach zusammen mit ausgestorbenen Verwandten die Schwestergruppe der Halecostomi, die Ginglymodi genannt wird. Alternativ zu diesen beiden Hypothesen sind die Knochenhechte zusammen mit den ausgestorbenen basalen Neopterygier-Familien Semionotidae und Dapedidae unter dem Namen Semionotiformes zusammengefasst worden.
Nach einer aktuelleren Fassung der Ginglymodi-Hypothese bestehen die Ginglymodi aus zwei Subkladen: Lepisosteiformes und Semionotiformes. Die Knochenhechte gehören den Lepisosteiformes an und die Semionotiformes sind nunmehr definiert als alle Vertreter, die enger mit Semionotus verwandt sind als mit Lepisosteus.

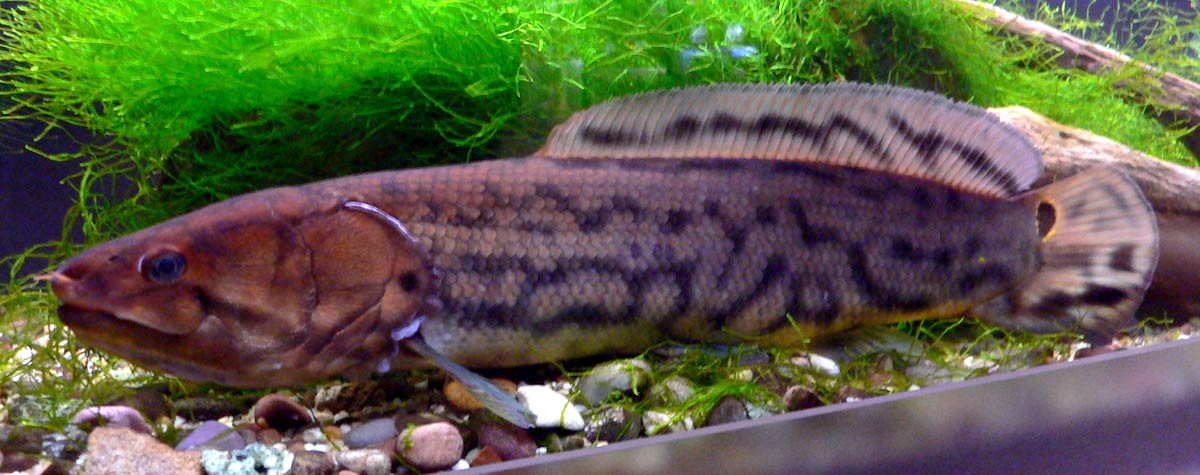
Der Kahlhecht (Amia calva) ist, wie die Knochenhechte, ein ursprünglicher Neuflosser. Ob er näher mit den Echten Knochenfischen verwandt ist oder doch mit den Knochenhechten, mit denen er einige auffällige Merkmale teilt, ist Gegenstand anhaltender wissenschaftlicher Diskussionen (siehe Text).

Folgendes Kladogramm zeigt die systematische Stellung der Knochenhechte gemäß der Halecostomi-Hypothese (fossile Taxa sind ausgeklammert):
|             | Knochenhechte (Lepisosteidae)                                                        |
|             |                                                                                      |
| Halecostomi | \| \| Kahlhecht (Amia) \| \| \| \| \| \| Echte Knochenfische (Teleostei) \| \| \| \| |
|             | \| \| Kahlhecht (Amia) \| \| \| \| \| \| Echte Knochenfische (Teleostei) \| \| \| \| |
|             | Kahlhecht (Amia)                                                                     |
|             |                                                                                      |
|             | Echte Knochenfische (Teleostei)                                                      |
|             |                                                                                      |

|  | Kahlhecht (Amia)                |
|  |                                 |
|  | Echte Knochenfische (Teleostei) |
|  |                                 |

|             | Knochenhechte (Lepisosteidae)                                                        |
|             |                                                                                      |
| Halecostomi | \| \| Kahlhecht (Amia) \| \| \| \| \| \| Echte Knochenfische (Teleostei) \| \| \| \| |
|             | \| \| Kahlhecht (Amia) \| \| \| \| \| \| Echte Knochenfische (Teleostei) \| \| \| \| |
|             | Kahlhecht (Amia)                                                                     |
|             |                                                                                      |
|             | Echte Knochenfische (Teleostei)                                                      |
|             |                                                                                      |

|  | Kahlhecht (Amia)                |
|  |                                 |
|  | Echte Knochenfische (Teleostei) |
|  |                                 |

Stellung der Knochenhechte nach der Holosteer-Hypothese (ohne fossile Taxa). Diese Variante wird vor allem durch molekulargenetische Daten gestützt:
| Knochenganoiden (Holostei) | \| \| Kahlhecht (Amia) \| \| \| \| \| \| Knochenhechte (Lepisosteidae) \| \| \| \| |
|                            | \| \| Kahlhecht (Amia) \| \| \| \| \| \| Knochenhechte (Lepisosteidae) \| \| \| \| |
|                            | Echte Knochenfische (Teleostei)                                                    |
|                            |                                                                                    |
|                            | Kahlhecht (Amia)                                                                   |
|                            |                                                                                    |
|                            | Knochenhechte (Lepisosteidae)                                                      |
|                            |                                                                                    |

|  | Kahlhecht (Amia)              |
|  |                               |
|  | Knochenhechte (Lepisosteidae) |
|  |                               |

| Knochenganoiden (Holostei) | \| \| Kahlhecht (Amia) \| \| \| \| \| \| Knochenhechte (Lepisosteidae) \| \| \| \| |
|                            | \| \| Kahlhecht (Amia) \| \| \| \| \| \| Knochenhechte (Lepisosteidae) \| \| \| \| |
|                            | Echte Knochenfische (Teleostei)                                                    |
|                            |                                                                                    |
|                            | Kahlhecht (Amia)                                                                   |
|                            |                                                                                    |
|                            | Knochenhechte (Lepisosteidae)                                                      |
|                            |                                                                                    |

|  | Kahlhecht (Amia)              |
|  |                               |
|  | Knochenhechte (Lepisosteidae) |
|  |                               |

## Innere Systematik
Die Familie umfasst sieben rezente Arten in zwei Gattungen:
- Gattung Atractosteus
  - Alligatorhecht (Atractosteus spatula) (305 cm)
  - Kubanischer Knochenhecht (Atractosteus tristoechus) (200 cm)
  - Tropischer Knochenhecht (Atractosteus tropicus) (125 cm)
- Gattung Lepisosteus
  - Gefleckter Knochenhecht (Lepisosteus oculatus) (112 cm)
  - Gemeiner Knochenhecht  (Lepisosteus osseus) (200 cm)
  - Kurzschnauzen-Knochenhecht (Lepisosteus platostomus) (88 cm)
  - Florida-Knochenhecht (Lepisosteus platyrhincus) (132 cm)

## Fossilbericht

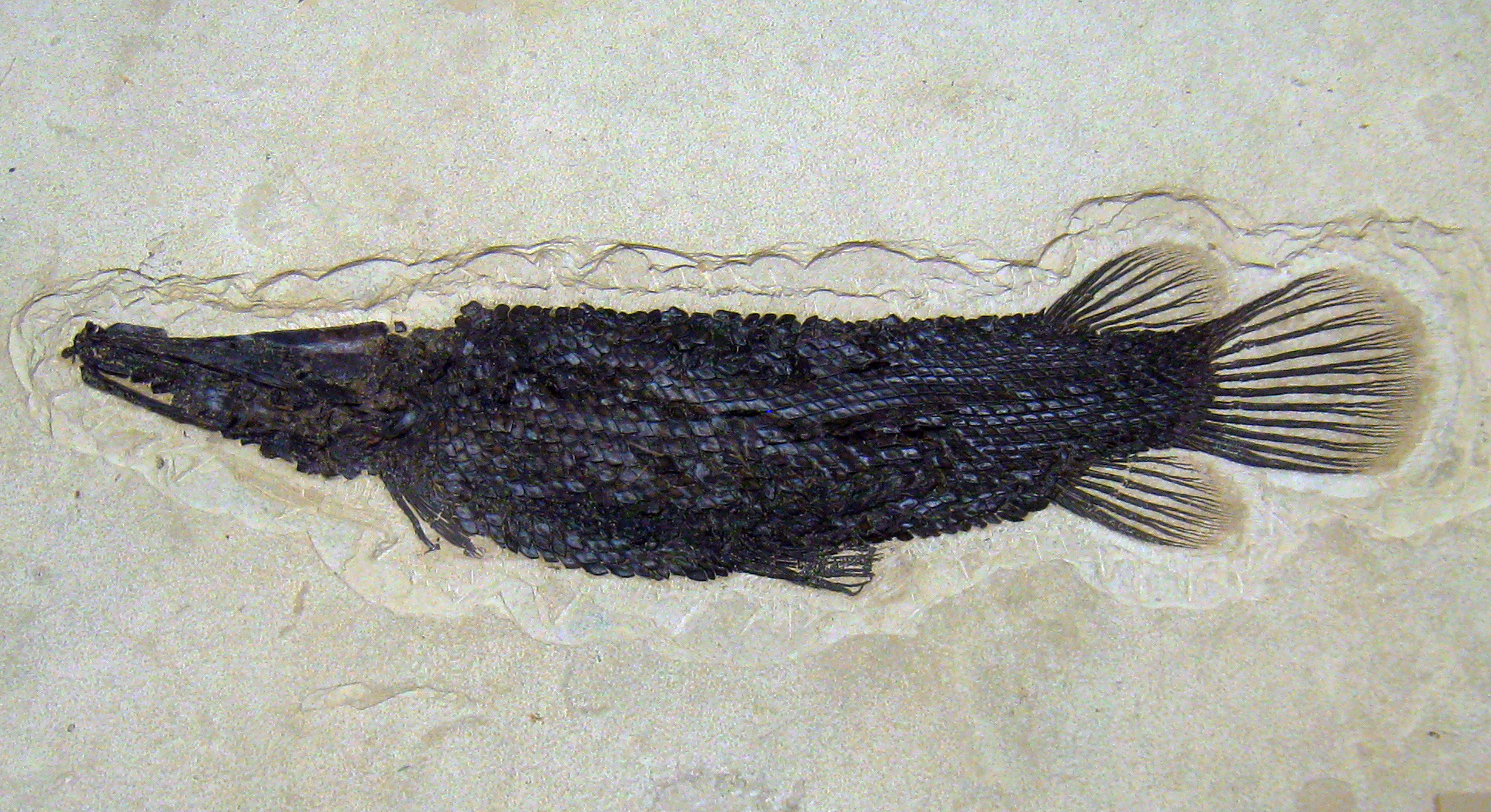
Atractosteus simplex im Utah Museum of Natural History in Salt Lake City

Knochenhechte sind eine sehr alte Fischgruppe und lassen sich in Afrika fossil schon mit dem Beginn der Unterkreide (Berriasium) vor 145,5 Millionen Jahren nachweisen. Die ältesten Fossilien im heutigen Verbreitungsgebiet sind 125 Millionen Jahre alt. Ausgestorbene Gattungen der Knochenhechte sind Masillosteus und Cuneatus. Masillosteus lebte im Eozän und war sehr kurzschnäuzig. Die Gattung hatte nur wenige spitze Zähne aber Coronoid und Oberkiefer waren mit großen, flachkronigen Zähnen besetzt, die geeignet waren Schnecken oder andere hartschalige Organismen zu knacken. Die rezente Gattung Lepisosteus ist vor allem aus der Kreidezeit und aus dem Eozän von Nord- und Südamerika, Europa und Indien bekannt, Atractosteus aus Nord- und Südamerika, Afrika und Europa, darunter Atractosteus strausi auch aus dem Eozän der Grube Messel in Südhessen.

## Nutzung

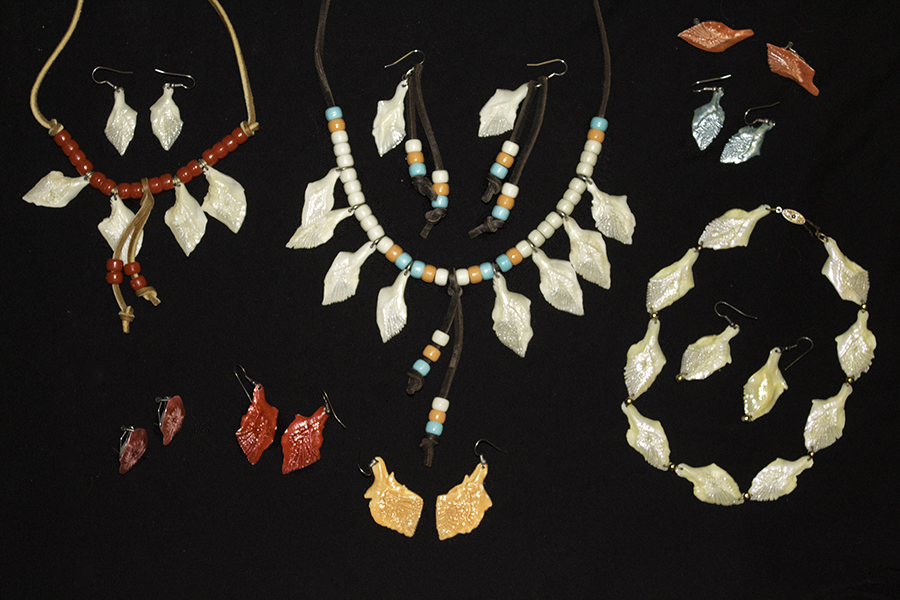
Schmuck aus den Schuppen des Alligatorhechts

Knochenhechtfleisch gilt nicht als schmackhaft, teilweise sogar als ungenießbar. Die großen Fische werden vor allem aus Gründen der sportlichen Herausforderung geangelt. Aus den Ganoidschuppen wird Schmuck gefertigt. In öffentlichen Schauaquarien sind sie häufig zu sehen und können dort über 50 Jahre alt werden. Im Zoo Zürich wurde ein Exemplar 71 Jahre alt. Sie sind bisher nicht in menschlicher Obhut nachgezüchtet worden.